# Small Dole
Small Dole är en by i West Sussex i England. Byn är belägen 36,2 km 
från Chichester. Orten har 765 invånare (2016).